# 库阿涅堑沟群
库阿涅堑沟群（Cyane Fossae）是位于火星狄阿克里亚区北纬31.3°和西经121.2°处的一条槽沟，长约913公里（567英里），其名称取自一处古典反照率特征。
“堑沟群”一词在用作与火星相关的地理术语时，用于表示大型槽沟。槽沟有时也称为地堑，当地壳拉伸至断裂时，会形成两个断裂块，中间部分向下沉陷，沿两侧留下陡峭的悬崖；当拉伸过程中地面塌陷到空腔中时，往往会形成一条陷坑线。
 